# Кульков Костянтин Григорович
Костянтин Григорович Кульков (1907, Російська імперія — ?) — радянський партійний діяч, секретар ЦК КП(б) Таджикистану. Депутат Верховної ради Таджицької РСР.

## Життєпис
Член ВКП(б).
З листопада 1937 року — завідувач відділу керівних партійних органів ЦК КП(б) Таджикистану.
На 1939 рік — завідувач організаційно-інструкторського відділу ЦК КП(б) Таджикистану.
13 травня 1942 — 1943 року — секретар ЦК КП(б) Таджикистану із промисловості та транспорту.
У 1943—1946 роках — заступник секретаря ЦК КП(б) Таджикистану із промисловості — завідувач промислового відділу ЦК КП(б) Таджикистану.
5 червня 1946 — 20 грудня 1948 року — секретар ЦК КП(б) Таджикистану із кадрів.
24 грудня 1948 — 23 вересня 1952 року — секретар ЦК КП(б) Таджикистану.
23 вересня 1952 — 1953 року — завідувач промислового відділу ЦК КП Таджикистану.
Подальша доля невідома.

## Нагороди та відзнаки
- два ордени Леніна
- два ордени Трудового Червоного Прапора (17.10.1939)
- орден «Знак Пошани»
- медаль «За доблесну працю у Великій Вітчизняній війні 1941—1945 рр.» (1945)
- медалі